# مرجع تنظیم مقررات شرکت‌ها و حسابداری
مرجع تنظیم مقررات‌ شرکت‌ها و حسابداری (اختصار: ACRA ; چینی: 会计与企业管制局؛ مالایی: Penguasa Pengawalan Perakaunan dan Korporat ; تامیلی: கணக்கியல், நிறுவன ஒழுங்குமுறை ஆணையம்) یک هیئت قانونی تحت نظارت وزارت دارایی دولت سنگاپور است. مرجع تنظیم مقررات‌ شرکت‌ها و حسابداری تنظیم کننده ملی هستارهای تجاری، حسابداران عمومی و ارائه دهندگان خدمات شرکتی در سنگاپور است. این مرجع همچنین نقش تسهیلگر در توسعه هستارهای تجاری و حرفه حسابداری عمومی را ایفا می‌کند.

## تاریخ
مرجع تنظیم مقررات‌ شرکت‌ها و حسابداری در تاریخ ۱ آوریل ۲۰۰۴ با تصویب قانون حسابداری و تنظیم مقررات سازمانی تشکیل شد، که منجر به ادغام ثبت شرکت‌ها و مشاغل (RCB) و هیئت حسابداران عمومی (PAB) شد. این ادغام با هدف هم افزایی نظارت بر انطباق شرکتها با الزامات افشای اطلاعات و مقررات گذاری حسابداران عمومی متولی ممیزی قانونی انجام شد.